# 托尼娅·桑德斯
托尼娅·桑德斯（英語：Tonya Sanders，1968年3月28日—），美国前女子排球运动员。她曾代表美国国家队参加1992年和1996年夏季奥林匹克运动会排球比赛，其中1992年奥运会收获一枚铜牌。